# Liste der Nummer-eins-Hits in Australien (1968)
Diese Liste enthält alle Nummer-eins-Hits in Australien im Jahr 1968. Es gab in diesem Jahr 17 Nummer-eins-Singles und elf Nummer-eins-Alben.
| Singles | Alben |
| --- | --- |
| - The Royal Guardsmen – Snoopy’s Christmas - 2 Wochen (23. Dezember 1967 – 5. Januar 1968) - The Beatles – Hello, Goodbye / I Am the Walrus - 2 Wochen (6. Januar – 19. Januar) - Johnny Farnham – Sadie (The Cleaning Lady) - 5 Wochen (20. Januar – 23. Februar) - Procol Harum – Homburg - 1 Woche (24. Februar – 1. März) - John Fred & His Playboy Band – Judy in Disguise - 2 Wochen (2. März – 15. März) - Paul Mauriat & His Orchestra – Love Is Blue - 5 Wochen (16. März – 19. April) - The Beatles – Lady Madonna / The Inner Light - 2 Wochen (20. April – 3. Mai) - Bobby Goldsboro – Honey - 5 Wochen (4. Mai – 7. Juni) - The Irish Rovers – Unicorn - 4 Wochen (8. Juni – 5. Juli) - Herb Alpert & The Tijuana Brass – This Guy’s in Love with You - 2 Wochen (6. Juli – 19. Juli) - Merrilee Rush – Angel of the Morning - 2 Wochen (20. Juli – 2. August) - The Irish Rovers – The Orange and the Green / Whiskey on a Sunday - 3 Wochen (3. August – 23. August) - Richard Harris – Macarthur Park - 2 Wochen (24. August – 6. September) - Mama Cass – Dream a Little Dream of Me - 1 Woche (7. September – 13. September) - Tom Jones – Help Yourself - 2 Wochen (14. September – 27. September) - Jeannie C. Riley – Harper Valley P.T.A. - 1 Woche (28. September – 4. Oktober) - Beatles – Hey Jude / Revolution - 13 Wochen (5. Oktober 1968 – 3. Januar 1969) | - The Beatles – Sgt. Pepper’s Lonely Hearts Club Band - 30 Wochen (5. August 1967 – 1. März 1968) - Rolling Stones – Their Satanic Majesties Request - 3 Wochen (2. März – 22. März) - Bob Dylan – John Wesley Harding - 1 Woche (23. März – 29. März) - Cream – Disraeli Gears - 2 Wochen (30. März – 12. April) - A Man and a Woman (Un homme et une femme) (Soundtrack) - 9 Wochen (13. April – 14. Juni, insgesamt 13 Wochen) - Paul Mauriat and His Orchestra – Blooming Hits - 2 Wochen (15. Juni – 28. Juni) - A Man and a Woman (Un homme et une femme) (Soundtrack) - 4 Wochen (29. Juni – 26. Juli, insgesamt 13 Wochen) - The Seekers – The Seekers’ Greatest Hits - 17 Wochen (27. Juli – 22. November) - The Jimi Hendrix Experience – Smash Hits - 1 Woche (23. November – 29. November) - Simon and Garfunkel – The Graduate (Soundtrack) - 1 Woche (30. November – 6. Dezember) - Cream – Wheels of Fire - 2 Wochen (7. Dezember – 20. Dezember) - The Beatles – The Beatles (The White Album) - 16 Wochen (21. Dezember 1968 – 11. April 1969) |